# Xenocharax
Xenocharax – rodzaj ryb promieniopłetwych z rodziny Distichodontidae.

## Zasięg występowania
Rodzaj obejmuje gatunki występujące w słodkich wodach Afryki.

## Morfologia
Długość ciała do 26 cm.

## Systematyka
Rodzaj zdefiniował w 1867 roku niemiecko-angielski zoolog Albert C.L.G. Günther na łamach „The Annals and Magazine of Natural History”. Na gatunek typowy Günther wyznaczył (oznaczenie monotypowe) X. spilurus.

### Etymologia
Xenocharax: gr. ξενος xenos ‘obcy, dziwny’; χαραξ kharax, χαρακος kharakos ‘gatunek ryby morskiej’. 

### Podział systematyczny
Do rodzaju należą następujące gatunki:
- Xenocharax crassus Pellegrin, 1900
- Xenocharax spilurus Günther, 1867